# Mucize Doktor
Mucize Doktor (türkisch für Wunderdoktor) ist eine türkische Krankenhausserie über den jungen Chirurgen mit Autismus und Inselbegabung Ali Vefa am Berhayat Hastanesi in Istanbul, die seit dem 12. September 2019 auf dem türkischen Fernsehsender FOX Türkiye ausgestrahlt wird. Sie ist eine Adaption der südkoreanischen Fernsehserie Good Doctor, die 2013 auf dem Sender KBS 2 ausgestrahlt wurde.
Sie gehört zu den erfolgreichsten türkischen Fernsehserien; so erreichte die dritte Folge am 26. September 2019 in der werberelevanten Zielgruppe den höchsten jemals gemessenen Marktanteil im TNS-Quotenmessungssystem. Bei weiteren Folgen wurden neue Rekorde aufgestellt. Zudem wurde sie auf der Fernsehmesse MIPCOM in Cannes 2019 in mehr als 40 Länder verkauft.
Aufgrund der COVID-19-Pandemie in der Türkei wurden die Dreharbeiten und die TV-Ausstrahlung der ersten Staffel Ende März 2020 abgebrochen und beendet. Im Juli starteten die Dreharbeiten wieder für die zweite Staffel. Diese wurde mit dem Finale am 27. Mai 2021 beendet. Die Serie besteht aus 64 Folgen.

## Handlung
Der in der Provinzstadt Taşra geborene und von seinem Vater zur Adoption im Waisenhaus abgegebene Ali Vefa beendete das Medizinstudium nach einem Jahr als Jahrgangsbester und arbeitet auf Empfehlung seines Mentors Adil als Assistenzarzt im privaten Krankenhaus Berhayat Hastanesi in Istanbul. Aufgrund seiner Inselbegabung wird er von Kollegen und Patienten als Genie angesehen, doch wegen seines Autismus hat er Probleme vor allem beim sozialen Umgang mit den Patienten. Er führt eine Beziehung zu seiner Arbeitskollegin Nazli, welche eine Zeitlang durch Trennung unterbrochen wurde. Seit längerer Zeit muss er seine Fähigkeiten gegen den neuen Chefarzt beweisen, denn der Chefarzt ist ein hochbegabter Arzt, welcher Ali als Gefahr sieht.
Nach einem langen Kampf mit großen Hürden schaffte er es endlich, Chirurg zu werden; außerdem ist er mit Nazli verheiratet und beide haben ein Kind.

## Besetzung

### Hauptdarsteller
| Schauspieler    | Rolle           | Folgen | Persönliche Informationen                                                  |
| --------------- | --------------- | ------ | -------------------------------------------------------------------------- |
| Taner Ölmez     | Ali Vefa        | 1-64   | Chirurg, Verlobter von Nazli                                               |
| Onur Tuna       | Ferman Eryiğit  | 1-64   | Chirurg, Beziehung mit Beliz                                               |
| Sinem Ünsal     | Nazlı Gülengül  | 1-64   | Assistenzärztin, ehemalige Leitende Assistenzärztin, Verlobte von Ali Vefa |
| Hazal Türesan   | Beliz Boysal    | 1-64   | Besitzerin und Direktorin des Krankenhauses                                |
| Murat Aygen     | Tanju Korman    | 1-64   | Chirurg und ehemaliger Chef der Chirurgie                                  |
| Hakan Kurtaş    | Doruk Özütürk   | 29-64  | Assistenzarzt, ehemaliger Soldat mit Trauma                                |
| Zerrin Tekindor | Vuslat Kozoğlu  | 46-64  | Besitzerin und Direktorin des Krankenhauses                                |
| Serkan Keskin   | Muhsin Korunmaz | 57-64  | Chefarzt der Chirurgie                                                     |

### Nebendarsteller
| Schauspieler           | Rolle          | Folgen | Persönliche Informationen |
| ---------------------- | -------------- | ------ | ------------------------- |
| Bihter Dinçel          | Selvi Ustagil  | 1-64   | Oberkrankenpflegerin      |
| Hayal Köseoğlu         | Açelya Dingin  | 1-64   | Krankenpflegerin          |
| Merve Bulut            | Gülin Şenalp   | 1-64   | Sekretärin                |
| Adin Külçe             | Ali‘s Kindheit | 1-64   | Ali’s Kindheit            |
| Berk Tuna Toktamışoğlu | Ahmet Vefa     | 1-64   | Ali’s verstorbener Bruder |

### Figuren, die die Serie verlassen haben
| Schauspieler    | Rolle           | Folge | Grund für das Verlassen und Informationen über die Rolle |
| --------------- | --------------- | ----- | --- |
| Fırat Altunmeşe | Demir Aldırmaz  | 1–55  | Demir verließ das Krankenhaus, weil Nazlı, Ali und Doruk ihn an der Unfallstelle (Folge 55) allein ließen durch die ganzen Ereignisse nahm er denn Entschluss nicht weiter als Assistenzarzt zu arbeiten. Demir war Assistenzarzt. |
| Ezgi Asaroğlu   | Ezo Kozoğlu     | 40–54 | Durch die Lügen der Mutter (Vuslat) wurde ihr alles zu viel und sie verließ das Krankenhaus. Sie war eine erkrankte Freundin von Ali. Ezo war außerdem Marketing Direktorin vom Krankenhaus.                                       |
| Reha Özcan      | Adil Erinç      | 1-49  | Wurde wegen Ali angeschossen er stirbt an dieser Schussverletzung. Mentore von Ali und ehemaliger Chefarzt und Vorstandsvorsitzender.                                                                                              |
| Korhan Herduran | Güneş           | 1–45  | Güneş wollte seinen Träumen nachgehen und Schauspieler werden. Güneş war ein Krankenpfleger. |
| Seda Bakan      | Ferda Erinç     | 30–42 | Ferda Erinç fühlte sich nicht wohl und zog wieder nach Amerika. |
| Özge Özder      | Kıvılcım Boysal | 1–29  | Sie starb nach einem großen Feuer. Sie war die rechte Hand von Beliz sie hatte, jedoch denn Plan Beliz zu vernichten und selber das Krankenhaus zu leiten. Sie war zu dem Zeitpunkt des Todes Schwanger ihr Kind wurde gerettet.   |
| Merve Dizdar    | Damla Kıyak     | 25–28 | Sie wechselte das Krankenhaus. Damla war Assistenzärztin. |

## Folgenübersicht
Die Serie wurde vom 12. September 2019 bis zum 27. Mai 2021 auf FOX Türkiye ausgestrahlt. Die Folgen sind titellos.
| Staffel | Episoden | Ausstrahlungszeitraum         |
| ------- | -------- | ----------------------------- |
| 1       | 28       | 12. Sep. 2019 – 26. Mär. 2020 |
| 2       | 36       | 17. Sep. 2020 – 27. Mai 2021  |